# Frétoy-le-Château
Frétoy-le-Château is een gemeente in het Franse departement Oise (regio Hauts-de-France) en telt 205 inwoners (2005). De plaats maakt deel uit van het arrondissement Compiègne.

## Geografie
De oppervlakte van Frétoy-le-Château bedraagt 5,0 km², de bevolkingsdichtheid is 41,0 inwoners per km².
De onderstaande kaart toont de ligging van Frétoy-le-Château met de belangrijkste infrastructuur en aangrenzende gemeenten.

## Demografie
Onderstaande figuur toont het verloop van het inwonertal (bron: INSEE-tellingen).